# Малашенко, Виктор Александрович
Виктор Александрович Малашенко (род. 19 января 1955, Погарский район, Брянская область) — российский политик, депутат Государственной Думы Федерального Собрания Российской Федерации 4, 5 и 6-го созывов.

## Биография
В феврале 1980 года окончил с отличием Брянский госпединститут.
С 26 мая 1980 года призван на службу в Комитет государственной безопасности СССР. Службу начал оперуполномоченным Почепского районного отделения управления КГБ СССР по Брянской области. В 1984 году назначен старшим оперуполномоченным.
С июня по октябрь 1993 года работал заместителем главы администрации Брянской области по вопросам социальной политики.
С декабря 1996 по май 2000 года — заместитель главы администрации Брянской области по взаимодействию с правоохранительными и административными органами.
С января по декабрь 2004 года работал помощником депутата Государственной Думы Федерального Собрания РФ Денина Н. В.
С декабря 2004 года до марта 2006 года работал заместителем губернатора Брянской области по социальным вопросам.

### Депутат госдумы
На повторных дополнительных выборах 12 марта 2006 года избран депутатом Государственной Думы Федерального Собрания РФ по Брянскому одномандатному избирательному округу № 66. Был членом Комитета по Регламенту и организации работы Государственной Думы.
С декабря 2007 года по декабрь 2011 года — депутат Государственной Думы V созыва, член Комитета по делам Содружества Независимых Государств и связям с соотечественниками.
С октября 2014 года по сентябрь 2016 года — депутат Государственной Думы Федерального Собрания РФ, член Комитета по жилищной политике и жилищно-коммунальному хозяйству.
Женат. Имеет двоих сыновей и две внучки.